# Aprilia Shiver 750 GT
Aprilia Shiver 750 GT – włoski motocykl typu naked bike produkowany przez firmę Aprilia od 2009 roku.

## Dane techniczne/Osiągi
Silnik: V2

Pojemność silnika: 750 cm³

Moc maksymalna: 95 KM/9000 obr./min

Maksymalny moment obrotowy: 81Nm

Prędkość maksymalna: 230 km/h

Przyspieszenie 0-100 km/h: 4,0s